# 小野派一刀流
小野派一刀流（おのはいっとうりゅう）は、日本の剣術の流派。
- 一刀流のうち、小野家第2代・小野忠明の子の小野忠常が継承した系統のことで、一般的には小野派一刀流と呼称されたが、小野家では正式名称として単に「一刀流」と称した。当記事ではこちらの一刀流について記す。
- 小野家第4代・小野忠一から一刀流を学んだ中西子定の系統のこと。正式名称は「一刀流」であるが、小野家から学んだ一刀流という意味で「小野派一刀流」とも称した。竹刀稽古を採り入れた影響もあり、全国各藩に広まった。一刀流中西派を参照のこと。
- 小野家第9代・小野忠政（業雄）から嫡伝を受けた山岡鉄舟の開いた剣術流派については一刀正傳無刀流を参照のこと。

成田市寺台の永興寺にある、小野派一刀流流祖小野治郎右衛門忠明・二代小野治郎右衛門忠常の墓は、1943年（昭和18年）4月30日、千葉県の史跡に指定されている。

## 歴史
伊藤一刀斎には善鬼（姓不詳。小野姓とするのは俗説）と神子上典膳（みこがみ てんぜん）の二人の弟子がおり、一刀斎は二人に下総国の小金原（葛飾野）で真剣勝負をさせて「勝った者に一刀流を相伝する」とした。そして勝負に勝ち残った典膳に一刀流を継承させ、一刀斎の差料である瓶割刀を与えた。
その後、神子上典膳は「小野次郎右衛門忠明」と名を改め、柳生新陰流の柳生宗矩と共に徳川将軍家剣術指南役として召し抱えられた。一刀流は忠明以後、忠明の弟（実子とも）である伊藤忠也の伊藤派一刀流（忠也派一刀流）と、忠明の三男の忠常の系統とに分かれ、それを区別するために小野家の系統を継いだ忠常の派が小野派一刀流と呼ばれるようになった。小野家の伝では忠明が小太刀五本、忠常が切落・二本目・寄身・開、忠於が合刃・張と3代に渡って形を加えることにより、発展していった。
また、小野派一刀流には多くの弟子による様々な分派が存在する。中西派一刀流、北辰一刀流などが有名である。
明治維新後、小野家第9代の小野業雄は小野家の知行地であった千葉県山辺郡松之郷村（現 千葉県東金市松之郷）に隠棲していたが、1884年（明治17年）、山岡鉄舟の招きで瓶割刀を携えて東京に出、伝来の組太刀を伝えた。
山岡鉄舟の家系に小野家から嫁いだ者がおり、鉄舟は小野家の縁者であることから、小野家によって代々受け継がれた一刀流は鉄舟が継承することになり、1885年（明治18年）、小野業雄から、伝来の瓶割刀、朱引太刀、卍印、及び伝書が山岡鉄舟に相伝された。一刀流第11世となった鉄舟は自身の興していた無刀流に「一刀正伝」を冠し、一刀正伝無刀流と称した。現在、第16世（無刀流第7世）の井崎武廣まで受け継がれている。
小野業雄は鉄舟に道統を継承させた後、京都府知事・北垣国道の招きで京都府警察部雇となり、巡査教習所や京都体育場で小野派一刀流の組太刀を教授した。

## 現在の小野派一刀流

### 津軽伝

#### 禮楽堂
現在、「小野派一刀流」という名称は、第5代の小野忠一から弘前藩主・津軽信寿に相伝された小野派一刀流、および中西派一刀流を大正時代に継承した笹森順造とその子息の笹森建美の立ち上げた東京都世田谷区の道場「禮楽堂」により、商標登録されている。
禮楽堂は普段、日本基督教団の駒場エデン教会として活動しており、小野派一刀流の他に神夢想林崎流居合と直元流大長刀術を併伝している。

#### 長正館
1970年（昭和45年）、剣道範士八段長井長正は大阪市東住吉区に「長正館」道場を開き、笹森順造と小野十生から小野派一刀流を学んだ。1972年（昭和47年）、笹森順造から認可を受け、現在も禮樂堂大阪支部として小野派一刀流が稽古されている。

#### 警視庁
剣道範士九段小川忠太郎ら警視庁の剣道師範は、笹森順造から小野派一刀流を学び、警視庁で教授した。現在も警視庁の武道専科生は剣道のみならず小野派一刀流を学んでいる。

#### 北辰堂
上記と同じ弘前藩の小野派一刀流で、小舘俊雄が伝えた系統が現在も青森県弘前市の道場「北辰堂」で伝承されている。笹森順造も北辰堂の出身である。

### 会津藩伝
会津藩系の小野派一刀流。これは幕末の会津藩奥医師の息子であった渋谷東馬から明治2年武田惣角（後に大東流を名乗る）、惣角から山本角義に伝わった系統を指しているものである。渋谷東馬の師の名前は未だ明らかになっていないが、木刀稽古を重視していた。
調査の結果、渋谷東馬の師は一刀流小野派十三代大竹学兵衛、武田惣角は明治４年小野派一刀流養気館で師範代武田善十郎に学んだ。戊辰戦争後、新政府の監視が厳しく、渋谷は剣術を教えていないが、写真が公開された。武田善十郎は坂下警察署の師範代を兼務、仙台の小野派一刀流一条宗直と交流があった。明治８年、柳津円蔵寺に小野派一刀流渋谷東馬貞保門徒（１０６名）奉納額、旧姓竹田宗角（明治5年戸籍から武田姓、農民）とある。武田惣角が関係した養気館門下の長尾清吾は、隣の塩川町に太子流剣術・渋川流柔術の道場を開き、義弟池上源次郎は一刀流溝口派の伝承者、目録を持っていた。『合気の武田惣角』（歴史春秋社）池月映より。
また、武田惣角は、独自の剣術と撃剣技術を主体に教えていたという伝承がある半面、「惣角伝」という伝承で剣術の組太刀を伝える系統もある。武田門下で剣術を体系的に学んだ者は極めて少ない。大東流合気柔術の師範や修行者の中には、小野派一刀流が大東流の技術に大きな影響を与えた可能性を重視して、笹森門下に参じて津軽系小野派一刀流を学んでいる人物も存在する。
山本角義系
山本角義が北海道苫小牧市の道場及び「松緑神道大和山」の道場等を拠点として教授した系統。
1. 旧柔進館
  1. 宣布会柔進館

　　2．二代長尾全祐直系
　　　　1.宗主長尾全祐直門 富士神刀柔進会/静岡県富士市
　　　　2.種村恒久匠刀・種村恒太郎・岡安嘉一（玄武館世界忍法武芸連盟・国際柔術連盟総本部）

## 系譜（道統）

### 小野家
- 流祖　伊藤一刀斎
- 第2代(小野家初代)　小野忠明
- 第3代(小野家第2代)　小野忠常
- 第4代(小野家第3代)　小野忠於
- 第5代(小野家第4代)　小野忠一
- 第6代(小野家第5代)　小野忠方[注 3]
- 第7代(小野家第6代)　小野忠喜
- 第8代(小野家第7代)　小野忠孝
- 第9代(小野家第8代)　小野忠貞
- 第10代(小野家第9代)　小野忠政（小野業雄。小野家最後の伝人）
- 第11代(小野家第10代)　山岡鉄舟（小野業雄忠政から嫡伝を受け、一刀正伝無刀流を名乗る）
- 第12代以降は一刀正伝無刀流を参照のこと

### 津軽伝
- 第6代　津軽信寿（小野忠一から一子相伝を受ける）
- 第16代　笹森順造
- 第17代　笹森建美
- 第18代　矢吹裕二[4]